# نیروگاه شویهات
نیروگاه تولید همزمان آب و برق شویهات (به عربی: محطة الشویهات) (امارات، ۲۵۰ کیلومتری غرب شهر ابوظبی در شهر جبل الظنة، منطقه الشویهات در غرب شهر الرویس در مجاورت خلیج فارس)، یکی از نیروگاه‌های کشور امارات با مجموع ظرفیت تولید ۴۶۱۰ مگاوات برق و تولید ۲۰۰ میلیون گالون امپریال آب در روز (به اختصار MIGD) است.
نیروگاه شویهات یک مجتمع نیروگاهی است که شامل نیروگاه‌های شویهات S2 ،S1 و S3 است. نیروگاه شویهات S1 با ظرفیت تولید ۱۵۰۰ مگاوات، شویهات S2 با ظرفیت تولید ۱۵۱۰ مگاوات و نیروگاه شویهات S3 با ظرفیت تولید ۱۶۰۰ مگاوات است.

## مشخصات نیروگاه
نیروگاه شویهات یک مجتمع نیروگاهی است که شامل نیروگاه‌های شویهات S2 ،S1 و S3 است.

### نیروگاه شویهات S1
نیروگاه شویهات S1 دارای ظرفیت تولید ۱۵۰۰ مگاوات و تولید آب ۱۰۰ میلیون گالون امپریال در روز است. این نیروگاه در سال ۲۰۰۵ راه‌اندازی شد.

### نیروگاه شویهات S2
نیروگاه سیکل ترکیبی شویهات S2 دارای ظرفیت تولید ۱۵۱۰ مگاوات و تولید آب ۱۰۰ میلیون گالون امپریال در روز است. در دسامبر ۲۰۰۸ احداث نیروگاه شروع و در اکتبر ۲۰۱۱ راه‌اندازی شد. هزینه کل این نیروگاه ۲٫۸ میلیارد دلار بوده‌است.

### نیروگاه شویهات S3
نیروگاه سیکل ترکیبی شویهات S3 یا نیروگاه آسیا شویهات دارای ظرفیت تولید ۱۶۰۰ مگاوات است. این نیروگاه در سال ۲۰۱۴ راه‌اندازی شد. نیروگاه شویهات S3 شامل دو بلوک سیکل ترکیبی است که هر بلوک متشکل از دو واحد گازی مدل SGT5-4000F ساخت زیمنس و ۱ واحد بخار مدل SST5-4000 همراه ۲ بویلر بازیاب حرارتی (HRSG) است.
توربین گازی نیروگاه شویهات S3، جریان محوری چهار مرحله شامل چند مرحله کمپرسور جریان محوری با راهنمای ورودی متغیر و همچنین به عنوان یک محفظه احتراق حلقوی مجهز به ۲۴ مشعل ترکیبی برای تزریق نفت و گاز است. توربین بخار مورد استفاده در نیروگاه سیکل ترکیبی توربین دو-پوشش شامل یک توربین فشار بالا (HP) و دو توربین کم فشار (LP) است.